# Mars 1860

## Événements
- 5 mars : premières guerres taranaki. Début d'un conflit entre colons et Māori en Nouvelle-Zélande (fin en 1864).

- 24 mars :
  - Traité de Turin donnant le duché de Savoie et le comté de Nice à la France, sous réserve d'un référendum.
  - Japon : le ministre du shogun Ii Naosuke (1815-1860) est assassiné à Edo par des samouraïs hostiles à sa politique.

## Naissances
- 2 mars : Maurice Vauthier, homme politique belge († 25 juin 1931).
- 7 mars : Alexander Grant MacKay, chef du Parti libéral de l'Ontario.
- 13 mars : Hugo Wolf, compositeur († 22 février 1903).
- 15 mars : Waldemar Haffkine, Bactériologiste américain († 26 octobre 1930).

## Décès
- 4 mars : Honoré Reille (85 ans), maréchal de France et comte d'Empire, à Paris.
- 16 mars : Jacques-Luc Barbier-Walbonne, peintre français (° 18 octobre 1769).
- 27 mars : François-Réal Angers, auteur.
- 31 mars : Évariste Huc, 46 ans, religieux lazariste français, missionnaire en Chine et explorateur en Mongolie et au Tibet (° 1er août 1813).